# Skärtjärnen (Idre socken, Dalarna, 686800-132143)
Skärtjärnen är en sjö i Älvdalens kommun i Dalarna och ingår i Dalälvens huvudavrinningsområde. Sjön har en area på 0,123 kvadratkilometer och ligger 601,3 meter över havet. Sjön avvattnas av vattendraget Skärtjärnbäcken.

## Delavrinningsområde
Skärtjärnen ingår i det delavrinningsområde (686834-132196) som SMHI kallar för Mynnar i Skärvagan. Medelhöjden är 590 meter över havet och ytan är 2,21 kvadratkilometer. Det finns inga avrinningsområden uppströms utan avrinningsområdet är högsta punkten. Skärtjärnbäcken som avvattnar avrinningsområdet har biflödesordning 3, vilket innebär att vattnet flödar genom totalt 3 vattendrag innan det når havet efter 490 kilometer. Avrinningsområdet består mestadels av skog (87 procent). Avrinningsområdet har 0,12 kvadratkilometer vattenytor vilket ger det en sjöprocent på 5,6 procent.